# Zornia echinocarpa
Zornia echinocarpa är en ärtväxtart som först beskrevs av Meissner, och fick sitt nu gällande namn av George Bentham. Zornia echinocarpa ingår i släktet Zornia och familjen ärtväxter. Inga underarter finns listade i Catalogue of Life.